# Neoneuromus ignobilis
Neoneuromus ignobilis là một loài côn trùng trong họ Corydalidae thuộc bộ Megaloptera. Loài này được Navás miêu tả năm 1932.